# ذيل الحوت

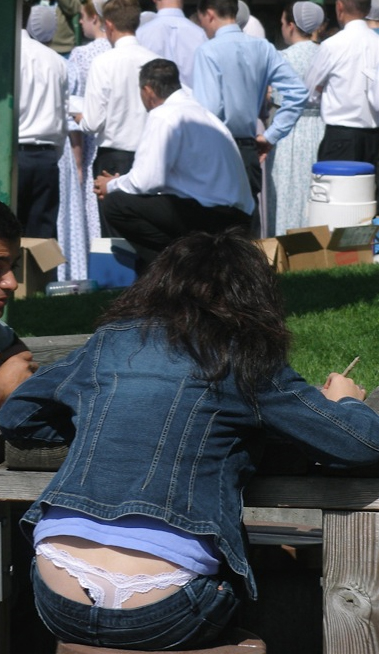
ذيل الحوت فوق حافة الجينز المنخفض الارتفاع

ذيل الحوت (نوع لباس) هو حزام خصر، يبدو على شكل حرف Y من ثونغ أو G-string عندما يكون مرئيًا فوق خط الخصر من الجينز أو الشورت أو التنورة، ويشبه ذيل الحوت. ظهر العديد من المشاهير بهذا المظهر، من ضمنهم كريستينا أغيليرا وفيكتوريا بيكام وماريا كاري وباريس هيلتون وبريتني سبيرز، وأصبح هذا المنظر شائعًا في أوائل العقد الأول من القرن 21، إلى جانب ظهور الجينز منخفض الارتفاع والملابس الداخلية الطويلة. لكنه اندثر في الآونة الأخيرة.
كانت البناطيل المصممة في تلك الآونة مثل الجينز أو السروال ذو القصات العالية تؤدي لزيادة عرض ذيل الحوت. كان هذا الاتجاه مرتبطًا أيضًا بالاتجاه المتمثل في ارتداء وشم أسفل الظهر.
اختارت جمعية اللهجات الأمريكية في يناير 2006 كلمة «ذيل الحوت» لتكون «الكلمة الأكثر إبداعًا» لعام 2005م.

## التاريخ
أدت الشعبية المتزايدة للجينز إلى زيادة الاستعراض بالقمصان الخفيفة في أوائل العقد الأول من القرن الحادي والعشرين. وفي سبيل الشهرة والتأثير ظهرت بريتني سبيرز كمساهم رئيسي في شعبية جينز ذيل الحوت. كما ظهرت الكلمة في عدة كتب مثل الزواج من نجم روك بقلم شيمان نوجنت، ثونغ أون فاير بقلم نوار، وبدون لون بواسطة جانيت ماكدونالد. ذكرت صحيفة أوريغونيان، وهي صحيفة في بورتلاند بولاية أوريغون الأمريكية، أنه «في عام 2004 م هناك أعداد كبيرة لبست ذيل الحوت وأصبحت مصدر إلهاء لهم في الحرم الجامعي.» حددت المعلقة الاجتماعية آن سي هول هذا الاتجاه في الحرم الجامعي على أنه «تقاطع واضح بين أزياء الحرم الجامعي اليومية والإباحية الناعمة».

### الانتشار
بحلول منتصف العقد الأول من القرن 21، أصبحت الظاهرة منشرة وشائعة لدى المشاهير، مما أتاح فرصًا للمصورين للظهور وإبراز هذه الاشياء بشكل مكثف. وأُضيفت فيما بعد مجوهرات مثبتة على تلك الأحزمة. ادعى جيس كارتنر مورلي من صحيفة الغارديان أن متابعة نجوم البوب في سراويل الهيبستر أدت إلى ظهور «الجينز المنخفض المتدلي، عصر جي سترينج».
في 17 سبتمبر 2004، صرح كاتب في شيكاغو سن-تايمز أن «بريتني سبيرز وكريستينا أغيليرا كانتا تُصوَّران بانتظام مع أحزمة ثونغ ترتديها بشكل عالي فوق الجنز المنخفض. وحتى هالي بيري استسلمت لجنون الثونغ من خلال حضور حفل توزيع الجوائز مرتدية حزام ثونغ مرصع بالجواهر مع تنورة قصيرة.» بالإضافة للعديد من الممثلات اللاتي ظهرن بذلك المظهر.
بدأت العلامات التجارية في فرنسا في صنع الموضات الجديدة وتشجيع الطلاب والطالبات على إرتدائه لمواكبة الموضة، مثل التصاميم التي تحتوي على مجوهرات صغيرة أو نجوم مضيئة مخيطة في المؤخرة أو الأرداف.
وفي الهند، انتشرت السراويل القصيرة من الجينز المنخفض في الحرم الجامعي. وكان للمشاهير دور في التأثير على الشعب الهندي مثل عارضة الأزياء الهندية شيفالي زاريوالا.
وفي اليابان، قدمت شركة الملابس سنا تصميم جينز ذيل الحوت. وقدم المخرج السينمائي الإباحي مايك متروبوليس ثلاثة أفلام تستند إلى ذيل الحوت.
أنشاء مطوروا محتوى الويب في عام 2003م موقع باسم هذه الظاهرة. ومن ثم بِيع اسم الموقع مقابل 6600 دولار في أكتوبر 2004م. وقد ذُكر الموقع من خلال راديو ABC، ونيويورك تايمز، ورُشح كأفضل موقع ويب للبالغين من قبل جائزة المواهب الأسترالية في عام 2008.

### المناقشات القانونية
أقترح ممثل ولاية لويزيانا بالولايات المتحدة الأمريكية في عام 2004، ديريك شيبرد، مشروع قانون (HB1626)، يُعرف أيضًا باسم قانون السروال الفضفاض، إلى مجلس نواب لويزيانا. المشروع المقترح في القانون «يحظر على أي شخص الظهور علناً مرتدياً سرواله تحت خصره وبالتالي كشف جلده أو ملابسه الداخلية» ومن يخالف ذلك سيتعرضون لقضاء ثلاث أيام من الخدمة المجتمعية لمدة 8 ساعات لكل يوم وغرامة قدرها يصل إلى 175 دولارًا أمريكيًا كحد أقصى. ولكن عارض الاتحاد الأمريكي للحريات المدنية ذلك المقترح. وأُعيد اقتراح مشروع القانون مرة أخرى في عام 2008 ورفضته لجنة مجلس الشيوخ. وفي مدينتين في لويزيانا، ديلكامبري، (عقوبة قصوى تبلغ 615 دولارًا أمريكيًا أو ما يصل إلى ستة أشهر في السجن) وأوبلوساس (عقوبة قصوى تبلغ 500 دولار أمريكي أو السجن لمدة تصل إلى ستة أشهر)، لمن يظهر مرتديًا سروالًا منخفضًا متدليًا أو جينز يؤدي إلى كشف بين الأرداف أو الملابس الداخلية. وحُظرت الملابس التي فيها نوع من العري في 4 مدن أخرى في لويزيانا بما في ذلك الإسكندرية وشريفبورت، حيث يواجه المخالفون غرامات قدرها 150 دولارًا أمريكيًا أو 15 يومًا في السجن، وكذلك هوكينزفيل، جورجيا.
في فبراير 2005 م، صوتت لجنة العدل بمجلس الشيوخ في فرجينيا بالإجماع في اجتماع عُقد على عجل ضد مشروع قانون اقترحه المندوب ألجي ت.هويل جونيور (نورفولك، فيرجينيا) لفرض غرامة قدرها 50 دولارًا أمريكيًا على أي شخص يظهر علنًا وعن قصد «يرتدي ويعرض ملابسه الداخلية تحت الخصر، بطريقة بذيئة أو غير لائقة في مكان عام».
تمت الموافقة على مشروع القانون (HB1981)، المعروف أيضًا باسم قانون دروبي درويرز، من قبل مجلس نواب فرجينيا بأغلبية 60 – 34 صوتًا. جرت محاولات لمنع ذلك المظهر في كل من أتلانتا، دالاس، بالتيمور، شارلوت، يونكيرس، دنكان، نتشتوشس، ستراتفورد، كونيتيكت، باين بلاف، ترنتون (نيوجيرسي) بليزانتفيل، نيو جيرسي، بالإضافة إلى ثلاث مدن أخرى في جورجيا، وروما. وتحظر قواعد اللباس المدرسي أحيانًا ارتداء بعض السراويل منخفضة الارتفاع أو الملابس الداخلية الخليعة الظاهرة.

### انحسار الظاهرة
بحلول أخر العقد، واجه مرتدي ذيل الحوت معارضة شديدة من عدة جهات من ضمنهم:
كتبت جيسيكا كامينسكي في I Hate the Gym، تعليقًا على أسلوب الحياة، «أكره عندما تترك الفتيات ذيل الحوت يخرج من بنطلوناتهن.» وفي عام 2007، كتبت الكاتبة الدينية تامي بيكسلر لونج: «هناك شيء خاطئ عندما يريد الرجال والفتيات المسيحيون الركض بملابسهم الداخلية معلقة أعلى بنطالهم، أو يبرز حزامهم من الجزء الخلفي من بنطلون الجينز المنخفض.»
بدأ اتجاه ارتداء الجينز الذي يكشف ذيل الحوت في الاندثار إلى حد ما في منتصف العقد الأول من القرن الحادي والعشرين عندما بدأ مصممو الملابس الأمريكيون في تحويل التركيز من الجينز المنخفض المتدلي والصدر المكشوف إلى البنطلونات عالية الخصر والأزرار. زعمت جيس كارتنر مورلي، كاتبة الموضة في الغارديان، أن «ذيل الحوت» و«الجزء المعلق فوق بنطال الجينز المنخفض»، هما «اثنان من جرائم الأزياء الحديثة». قد أدى ذلك الهجوم إلى تراجع في شعبية الجينز المتدلي.
ونقلت عن لويز هون، محررة النسخة البريطانية من مجلة InStyle، قولها: «عندما يصبح المظهر سائدًا للغاية، يبدأ الناس في ارتدائه بشكل سيء. ثم يركض الأشخاص الأنيقون حقًا مسافة ميل (بعيدًا)». قال آدم ليبس، مؤسس خط الملابس الداخلية ADAM، «لقد سئمت النساء منه. وقد سئموا وتعبوا من رؤية خيط يتدلى من أعلى الجينز الخاص بكل المشاهير».

## التحليل الاجتماعي والثقافي
لبس هذا النوع من الملابس قد يوحي للغير بالإيحاء الجنسي، حيث وصفت الصحافة الديمقراطية هذا الاتجاه بأنه «راقص تعري أنيق». وصف مفكروا ما بعد الحداثة، ياسمين جيواني وزملاؤها ذلك الاتجاه في كتاب Girlhood: Redefining the Limits كمحاولة لإعادة تعريف الطفولة مع الاعتراف بالنقاش الدائر حولها، حيث وصف الكتاب الاتجاه بأنه: مظهر «الفاسقة» الذي اشتهرت به بريتني سبيرز. حتى أن بعض الخبراء وصفوا ذيل الحوت بأنه «نسوية ثونغ» للفتيات الصغيرات. واتهم خبراء آخرون المسوقين بـ «البيع الفاحش للجنس للأطفال» وهذا يؤثر على المجتمع نحو إتجاه سيء.
فترض أحد التحليلات أن أسلوب الثونج المكشوف قد يكون قد «انتشر» من مستوى الشارع المتدني إلى الشوارع الراقية، مثل مظهر جيمس دين مرتديًا الجينز والقميص. يفترض تحليل آخر أن الموضة بدأت من قبل عارضة الأزياء جوردان في إنجلترا ومن المغنيات المشهورات ماريا كاري وبريتني سبيرز في الولايات المتحدة الأمريكية. وقد تم مقارنة هذه الظاهرة لذيل الحوت بظاهرة أشرطة حمالة الصدر المرئية.
وذكرت نيويورك تايمز أن: «تمامًا كما صنعت مادونا حمالات الصدر لباسًا عامًا في الثمانينات، قامت مونيكا لوينسكي وباريس هيلتون وبريتني سبيرز بتحويل سراويل النساء إلى ملابس مثيرة للعرض العام» فوق الأرداف وعرض بنطال الجينز وسراويل العرق، أصبحت أيقونة عامة ومثيرة للجدل.

## كلمة العام

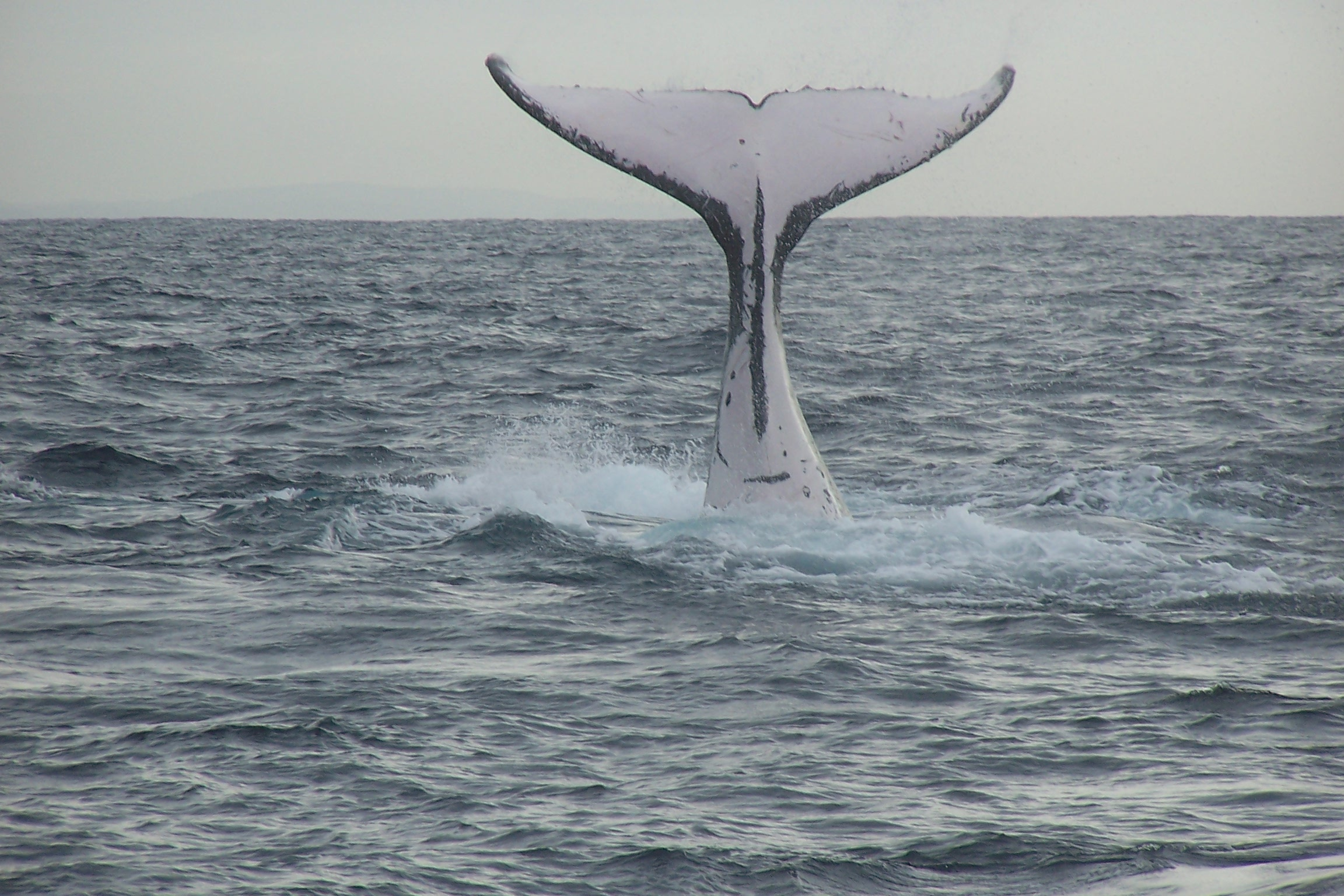
ذيل الحوت الحقيقي.

تم اختيار كلمة «ذيل الحوت» في يناير 2006 لتكون «الكلمة الأكثر إبداعًا» لعام 2005 من قبل جمعية اللهجات الأمريكية، وهي مجموعة من اللغويين والمحررين والأكاديميين. حيث تلقت 44 صوتا مقابل 25 صوتًا لـأعلى الكعك، و15 لـالفرار.
أثناء مناقشة هذه الموضات أو الصيحات الجديدة، لاحظت سالي تاجليامونتي، أستاذة اللغويات المشاركة في جامعة تورنتو، أن الشابات في أمريكا الشمالية أكثر تأثرًا من خلال الملابس من الرجال. لقد ظهر استخدام الكلمة بالإشارة إلى ظاهرة الملابس الداخلية في وسائل الإعلام الإخبارية الرئيسية،
بالرغم من عدم إضافة الكلمة في القواميس، إلا أنها تظهر في القواميس الإلكترونية مثل Urban Dictionary، والقاموس المزدوج اللسان وWiktionary، بها مدخلات للكلمة.